# Ciencia marginal
La ciencia marginal comprende teorías o ideas altamente especulativas o basadas en premisas ya refutadas. Dichas teorías suelen ser propuestas por individuos ajenos a la academia científica tradicional o investigadores de disciplinas no relacionadas. Aunque algunas pueden ser probadas mediante el método científico, otras incluyen hipótesis ad hoc sin sustento.

## Naturaleza y aceptación
El término "ciencia marginal", a veces percibido peyorativamente, engloba propuestas que, pese a su carácter inusual, se fundamentan en principios científicos establecidos. Dichas propuestas pueden ser defendidas por científicos reconocidos en la comunidad académica, aunque no siempre es el caso.
Según Michael W. Friedlander, "es crucial para el avance científico evaluar rigurosamente las ideas marginales, ya que algunas pueden eventualmente integrarse en el conocimiento científico establecido". La distinción entre ciencia marginal y pseudociencia es motivo de debate; numerosos científicos consideran la ciencia marginal como racional pero poco probable, y su aceptación puede verse obstaculizada por datos incompletos o contradicciones.

## Descripción
La ciencia marginal abarca desde hipótesis novedosas, susceptibles de ser probadas mediante el método científico, hasta teorías más especulativas y con fundamentos menos sólidos. A pesar de su divergencia de las corrientes científicas convencionales, estas teorías no contradicen necesariamente los principios científicos establecidos. Steven I. Dutch ha señalado: "Las ideas marginales, aunque a menudo inverosímiles, son esenciales para el progreso científico, ya que algunas pueden integrarse eventualmente en el conocimiento científico establecido".
Por otra parte, Lyell D. Henry, escribió que «ciencia marginal [es] un término que sugiere también excentricidad»

### Distinción con la Pseudociencia
La distinción entre ciencia marginal y pseudociencia es un tema de continuo debate. Muchos científicos ven la ciencia marginal como racional pero poco probable de producir resultados significativos por evidencias incompletas o contradictorias. Barry L. Beyerstein afirmó: "A diferencia de la ciencia marginal, la pseudociencia se caracteriza por la falta de método científico, generando así resultados infundados".

### Diferencias con la ciencia especulativa
Hans Reichenbach considera la especulación como el período de transición en el que los filósofos formulan preguntas que aún no pueden responder con los medios lógicos existentes. Por su parte Alfred North Whitehead considera que la especulación permite "que el pensamiento funcione creativamente hacia el futuro; y logra esta tarea al ver ideas que abarcan lo observable." La ciencia marginal se mantiene arraigada en principios científicos y explora áreas menos conocidas, mientras que la ciencia especulativa se aventura en ideas más teóricas que tratan de explicar observaciones anómalas que no pueden explicarse con las teorías vigentes.
Por ejemplo, la hipótesis de los universos paralelos en física cuántica se encuentra más cerca del concepto de ciencia especulativa, ya que propone la existencia de realidades múltiples y simultáneas más allá de nuestra capacidad empírica actual de comprobación. En contraste, las investigaciones sobre la posibilidad de una quinta fuerza fundamental en física, que iría más allá de las cuatro fuerzas fundamentales conocidas (gravedad, electromagnetismo, fuerza nuclear fuerte y débil), representan un área de ciencia marginal al existir ciertas evidencias aunque sin haber logrado un consenso científico suficiente.

### Evolución y Aceptación Histórica
Teorías inicialmente marginadas han sido posteriormente aceptadas por la comunidad científica. Un ejemplo es la deriva continental de Alfred Wegener, que, siendo en su tiempo una teoría marginal, es ahora fundamental en la geología moderna. David Bell comentó sobre este fenómeno: "Teorías que desafían la comprensión convencional pueden requerir décadas para ser plenamente aceptadas, como ocurrió con la deriva continental".

#### Teorías aceptadas como ciencia principal
Algunas teorías que inicialmente fueron rechazadas como ciencia marginal, pero que finalmente fueron aceptadas como ciencia principal, incluyen:
- Tectónica de placas[12][13]
- La existencia de Troya[14][15]
- Heliocentrismo[16]
- Helicobacter pylori bacteria como el agente causante de la enfermedad ulcerosa péptica[17]
- Hibridación Neandertal-Homo sapiens

### Teorías refutadas
- Teoría del éter luminífero: Antes del desarrollo de la teoría de la relatividad de Einstein, se pensaba que un medio llamado éter luminífero era necesario para la propagación de la luz a través del espacio. Los experimentos de Michelson y Morley en el siglo XIX no pudieron detectar este éter, lo que llevó a su refutación.

- Generación espontánea: Esta teoría sostenía que la vida podía surgir espontáneamente de la materia inerte. Fue refutada en el siglo XIX por experimentos realizados por científicos como Louis Pasteur, quien demostró que estos fenómenos eran originados por microorganismos vivos.

- Flogisto: Se postulaba que este elemento era liberado durante la combustión. Esta teoría fue refutada por Antoine Lavoisier en el siglo XVIII, quien demostró que la combustión implica la reacción con oxígeno.

- Geocentrismo: Idea ampliamente aceptada hasta que Copérnico, Galileo y Kepler proporcionaron evidencia del heliocentrismo, mostrando que la Tierra y los planetas giran alrededor del Sol.

- La Teoría de la Herencia de los Caracteres Adquiridos: Propuesta por Jean-Baptiste Lamarck, esta teoría sugería que los organismos podían pasar a sus descendientes características adquiridas durante su vida. Los descubrimientos en 1960 del ARN mensajero (Jacob y Monod) y del código genético (Nirenberg y Khorana) confirmaron con evidencias bioquímicas el dogma central de la genética que se había formulado dos años antes. El flujo unidireccional desde el ADN a través del ARN hasta las proteínas y las evidencias de los experimentos de Avery, MacLeod y McCarty (1944), que demostraron que las características genéticas están radicadas en el ADN, refutan de forma insoslayable la teoría principal del Lamarckismo.

## Ejemplos

### Ejemplos contemporáneos
- Aubrey de Grey, destacado en un reporte de 60 Minutes en 2006,[18] investiga la longevidad humana y su proyecto "SENS" (Strategies for Engineered Negligible Senescence). Muchos científicos tradicionales[19] consideran que sus enfoques, especialmente sobre epimutaciones nucleares y terapias antienvejecimiento, son ejemplos de ciencia marginal. Según Technology Review, "la SENS es altamente especulativa, aguardando verificación independiente y no obliga la aprobación de muchos científicos, pero no se ha demostrado su error".[20]
- Los químicos Martin Fleischmann y Stanley Pons informaron, en marzo de 1989, acerca de una reacción nuclear, llamada fusión fría, que se produce a temperatura y presión ambientales. Hasta ese momento, numerosos esfuerzos de investigación no lograron replicar esos mismos resultados.[21] Posteriormente, un gran número de científicos han trabajado en la fusión fría o han participado en conferencias internacionales acerca del tema. En 2004, el Departamento de Energía de los Estados Unidos decidió echar otro vistazo a la fusión fría con la ayuda de un grupo de investigadores, a fin de determinar si había nuevas evidencias que obligaran a modificar las políticas relativas al tema.
- La teoría del origen inorgánico del petróleo propone que este se formó de depósitos de carbono profundos, quizás desde la formación de la Tierra. La presencia de hidrocarburos en el sistema solar sugiere mayores reservas de petróleo terrestre, posiblemente originadas por fluidos de carbono del manto terrestre. Revitalizada en el siglo XX por científicos rusos y ucranianos, y difundida por Thomas Gold en _The Deep Hot Biosphere_ (1999), esta hipótesis aborda los biomarcadores en petróleo.[22]
- La teoría de los circlones de Jim Carter[23][24]

### Ejemplos históricos
- Inicialmente vista como una curiosidad matemática, la geometría hiperbólica, también conocida como geometría de Lobachevski, difiere de la geometría euclidiana en su tratamiento del axioma de los paralelos. Redescubierta por Nikolái Lobachevski y János Bolyai en el siglo XIX, fue reconocida tardíamente tras el elogio de Carl Friedrich Gauss Su consolidación como disciplina matemática legítima se debe a Eugenio Beltrami y Felix Klein, quienes demostraron su coherencia y relación con la geometría proyectiva.
- El psiquiatra austriaco-ucraniano Wilhelm Reich y su trabajo con el orgón, una energía física que afirmaba haber descubierto, contribuyó a su alejamiento de la comunidad psiquiátrica y, finalmente, a su encarcelamiento.[25] A pesar de eso, y hasta hoy en día, los científicos disputaron su afirmación de tener evidencia científica para la existencia del orgón.[26][27] Sin embargo, aficionados y algunos investigadores marginales continuaron creyendo que el orgón es real.[28][29][30]
- El químico estadounidense Linus Pauling, ganador del Premio Nobel de Química, creía que grandes cantidades de vitamina C funcionaban como una panacea para toda una serie de enfermedades.[31] Esta teoría ha sido fuertemente refutada.[32]

## Tácticas de refutación
Michael W. Friedlander sugiere algunas directrices para responder a la pseudociencia y a la ciencia marginal, y plantea que lo de estas ciencias es un problema más difícil de manejar «al menos en lo que respecta al procedimiento» que una simple mala conducta científica. Sus tácticas sugeridas incluyen una asertividad impecable, revisar las fuentes citadas sin sobrevalorar la ciencia ortodoxa, una comprensión completa del ejemplo de la deriva continental de Wegener, ejemplos de ciencia ortodoxa donde se investiguen propuestas y ejemplos preparados de errores de científicos marginales.

## Controversias
Sin embargo, epistemólogos han notado que estos esfuerzos motivados por la religión tienen sus raíces, generalmente, en malentendidos de la ciencia: el método científico suele ser considerado como un diálogo sin fin que apunta al debate perpetuo y la duda, y no hacia conclusiones inviolables. Como afirma Donald E. Simanek: «Con mucha frecuencia las hipótesis especulativas y tentativas de vanguardia son tratadas como si fueran verdades científicas y así aceptadas por un público ansioso de respuestas», ignorantes del hecho de que, «a medida que la ciencia progresa de la ignorancia hacia la compresión, debe pasar por una fase transitoria de confusión e incertidumbre».
La prensa también desempeña un papel importante en la creación y propagación de la opinión de que ciertos campos de estudio científicos generan controversia. En el texto Optimización de la comprensión pública de la ciencia: una perspectiva comparada, de Jan Nolin y colaboradores, los autores afirman que «Desde una perspectiva de los medios de comunicación, es evidente que la ciencia vende controversia, no solo por su valor dramático, sino también porque suele estar conectada a asuntos sociales.»

## Cultura popular
La serie de televisión estadounidense Fringe se ocupa de este tema de una manera dramática, si bien no se limita a la ciencia marginal, ya que también emplea conceptos de pseudociencia, como la psicokinesis y la criónica o de ciencia especulativa como la teleportación o los multiversos. 
Hay varios libros de ensayo y ficción asociados con conceptos de ciencia límite y que han alcanzado alta popularidad entre otros:
- Planilandia: Una novela de muchas dimensiones de Edwin A. Abbott que la publicó con el pseudónimo "A Square" (1884), una novela satírica que explora conceptos de dimensiones y geometría considerados especulativos en su tiempo.
- La estructura de las revoluciones científicas de Thomas S. Kuhn (1962), un ensayo fundamental en la comprensión de cómo las teorías científicas pueden ser marginales antes de ser aceptadas.
- ¿Sueñan los androides con ovejas eléctricas? de Philip K. Dick (1968), novela que explora la inteligencia artificial y la naturaleza de la conciencia. Fue adaptada al cine como Blade Runner por Ridley Scott.
- Contact de Carl Sagan (1985), una obra de ficción que explora la comunicación con inteligencias extraterrestres.
- Parque Jurásico de Michael Crichton (1990), abordando la clonación de dinosaurios a partir de ADN preservado, un concepto al filo de lo imposible. La saga de películas del mismo nombre también han tenido una enorme popularidad.